# Genoa Cricket and Football Club

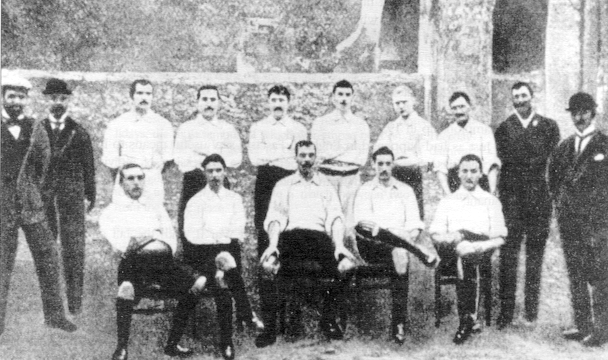
Primera formació del Genoa l'any 1893.

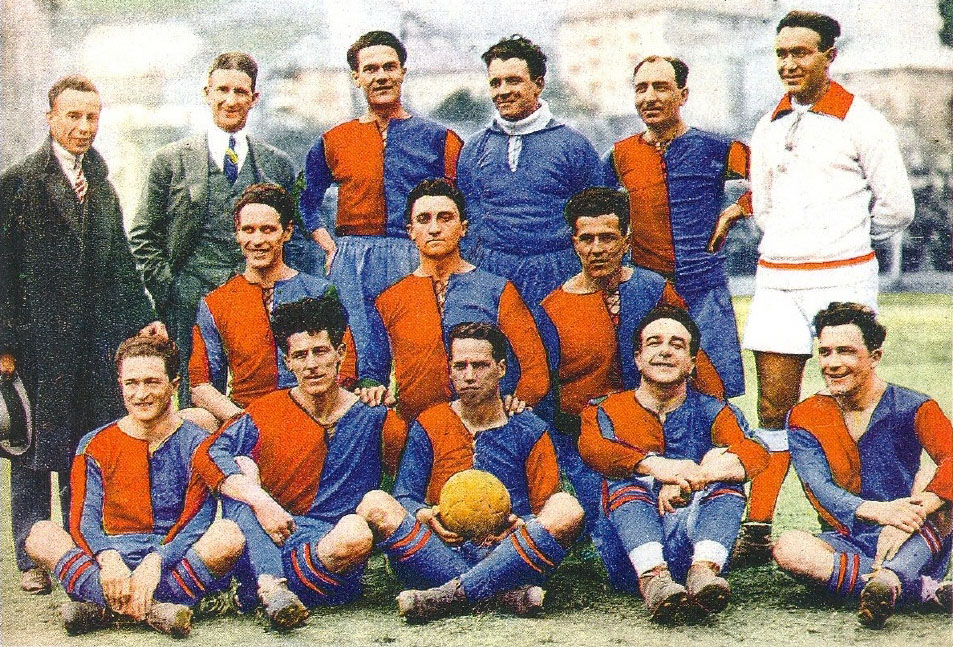
Formació del Genoa l'any 1924.

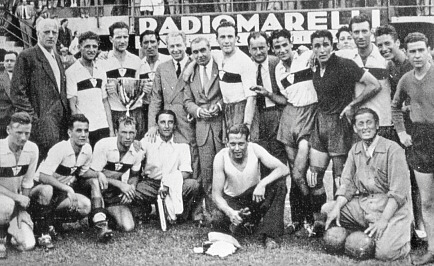
Equip que va guanyar la Copa l'any 1937.

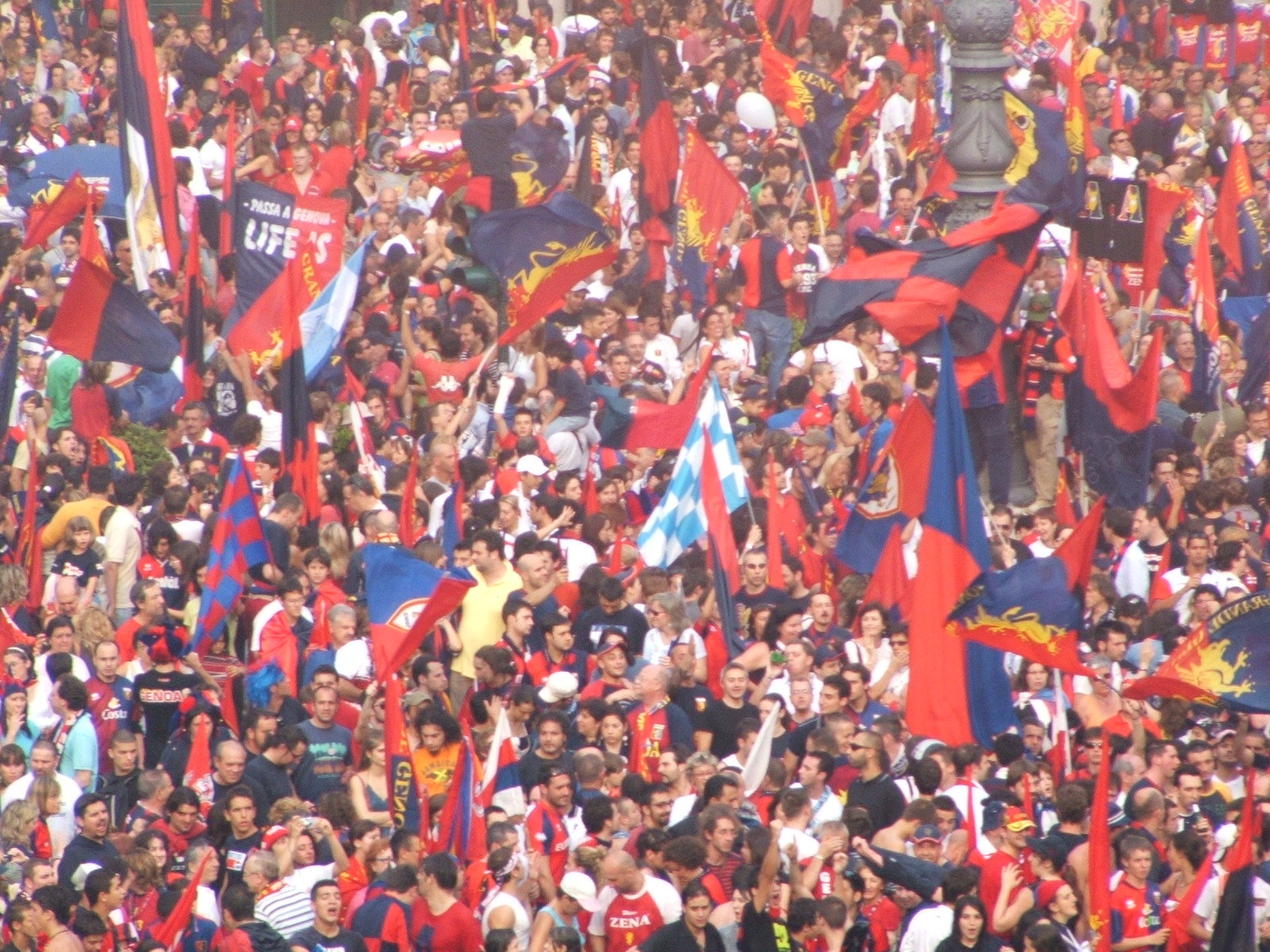
Seguidors del Genoa el 2007 celebrant l'ascens a la Serie A.

El Griu símbol dels aficionats.

El Genoa Cricket and Football Club, popularment conegut com a Genoa, és un equip italià de futbol de la ciutat de Gènova. Juga en la Sèrie A de la Lliga italiana de futbol. Juga amb els colors blaugrana i disputa els seus partits en l'Estadi Luigi Ferraris. És propietat de l'empresari romanès Dan Șucu.
El seu màxim rival ciutadà és la UC Sampdoria i el derbi jugat entre els dos equips es coneix com a Derbi de la Llanterna.

## Història

### Els orígens
El club va ser fundat per un grup d'anglesos que vivien a Gènova i que es van trobar al consolat britànic de la ciutat, el 7 de setembre de 1893, per crear una entitat esportiva amb el nom de Genoa Cricket & Athletic Club. El seu primer president va ser Charles De Grave Sells. Va adoptar el color blanc com a distintiu. Als seus inicis, el Genoa, practicà atletisme, criquet i futbol. Aquest fet en fa el primer equip de futbol d'Itàlia. Els seus primers jugadors van ser membres de les tripulacions dels vaixells britànics ancorats al port de Gènova, i treballadors anglesos que vivien a la ciutat. Disputaven els seus partits en terrenys de la fàbrica Sampierdarena a la Piazza d'Armi del Campasso (actualment via Walter Fillak).
L'any 1896 arriba a Gènova el metge James Richardson Spensley per tenir cura dels mariners britànics dels vaixells carboners. Spensley era un gran aficionat al futbol i va tenir un paper important per valorar i prioritzar el futbol a l'entitat. A l'assemblea del 10 d'abril de 1897 es va permetre als italians afiliar-se al club.

### La primera gran època
L'any 1898, el Genoa guanya la primera edició del Campionat Italià de Futbol, establert per la Federació Italiana de Futbol, que es va decidir en un únic dia, amb quatre equips competint, tres de Torí i el Genoa. El 2 de gener de 1899 adopta el seu actual nom: Genoa Cricket and Football Club i el mateix any guanya el seu segon scudetto, any que també va canviar la samarreta blanca per una blanc-i-blava. També l'any 1899 la selecció italiana de futbol va disputar el seu primer partit oficial i en les seves files jugarien cinc jugadors del Genoa. L'any 1900 té lloc la tercera edició de la Lliga i per tercera vegada consecutiva, el Genoa es proclama vencedor. L'any 1901 queda segon en el campionat, i serà recordat com l'any que adopta els seus colors blaugrana actuals, coneguts com a rossoblu. Els campionats de 1902, 1903 i 1904, seran també guanyats pel Genoa, sumant així sis dels set primers campionats disputats. El 9 de març de 1902 tindrà lloc el primer derbi entre dos equips de la ciutat, el Genoa i l'Andrea Doria, l'equip precedent de la UC Sampdoria, que els rossoblu van guanyar per 3 a 1.
A l'octubre de 1902 és fundat pel Genoa, el primer equip juvenil per nens menors de setze anys, per primera vegada a Itàlia. Aquesta iniciativa donarà els seus fruits després de dos anys i establirà un altre rècord pel Genoa: la victòria en la primera edició la lliga de reserves. L'any 1903 el Genoa esdevé el primer equip italià que juga un partit a l'estranger. Serà un matx jugat a Niça contra el Football VeloClub Nizza. Una altra data a recordar és la del 18 de març de 1906, el partit amb la Juventus FC se suspèn a causa de la primera invasió del camp de la història del futbol italià. L'any 1907 el Genoa es trasllada a jugar a un nou camp situat per la zona de San Gottardo, al nord de Ponte Carrega. Entre 1903 i 1909 és el segon equip que més guanya la Copa Palla Dapples, una competició a un sol partit, instaurada per l'exjugador Henri Dapples, on el guanyador reptava un altre equip.
El campionat de l'any 1908 es disputa sense la participació del Genoa, que decideix no jugar en protesta per la decisió de la Federació de prohibir els jugadors estrangers en el campionat. Aquell any guanya tots els partits de la Copa Goetzlof, instaurada per l'exjugador Vieri Arnaldo Goetzlof, i que es jugava a un sol partit, on el guanyador reptava un altre equip. L'any 1909 el campionat italià, que torna a comptar amb jugadors estrangers, es transformà en una lliga de 9 equips, amb un partit final pel campionat, sent el Genoa campió d'aquest nou format la temporada 1914-15, guanyant així el seu setè títol de Lliga. D'aquests anys podem destacar la participació de Renzo De Vecchi, Emilio Santamaria, Ottavio Barbieri, Luigi Ferraris i de l'anglès William Garbutt, primer entrenador professional a Itàlia, que va entrenar al Genoa entre 1912 i 1927.
Durant la primera dècada del Segle XX, l'estadi de San Gottardo va començar a presentar problemes, a causa de l'augment de públic i l'excessiva distància del centre de la ciutat. És per això que es va començar a treballar en la idea d'un nou estadi, fent-se realitat l'any 1910, tot i que la inauguració del nou estadi anomenat Marassi va ser el 22 de gener de 1911. La seva capacitat inicial era per 20.000 espectadors.
La Primera Guerra Mundial va suposar un desastre pel Genoa. Durant gairebé quatre anys (des de la primavera de 1915 fins a l'hivern 1918-1919), l'activitat futbolística va estar paralitzada, llevat d'esporàdics tornejos regionals. El campionat de 1914 es va haver d'aturar en la ronda final, quan el Genoa encapçalava la classificació. Però el més greu va ser els jugadors que van perdre la vida lluitant en combat: Luigi Ferraris, Adolfo Gnecco, Carlo Marassi, Alberto Sussone, Claudio Casanova i del doctor James Spensley, que també va fer de jugador i entrenador. També van morir 25 socis a la guerra.

### A la recerca dels anys gloriosos
Després de la guerra, la Federació Italiana decideix el 23 de setembre de 1919 atorgar al Genoa, el títol de campió de lliga de la temporada 1914-1915 que s'havia interromput pel conflicte bèl·lic. Així doncs, el Genoa guanya l'scudetto per setena vegada. A pesar de la postguerra, l'equip s'ha de refer i es contracten nous jugadors. En les dues primeres lligues, el Genoa arribaria fins a la ronda final, però sense poder aconseguir el títol.
L'estiu de 1920 Guido Sanguinetti esdevé president i es fitxen nous jugadors com el porter Giovanni De Prà, Moruzzi Morchio o Luigi Burlando. Però el millor fitxatge seria el d'Edoardo Catto, que arribaria a ser el màxim golejador de tots els temps en la història del Genoa. Malgrat tenir un bon equip, durant quatre campionats consecutius la mala sort, i decisions de la Federació Italiana de Futbol va impedir guanyar títols. La temporada 1921-22, per exemple, la Federació es va escindir i el Genoa, juntament amb altres equips van crear el Campionat de la Confederació Italiana de Futbol. En aquell campionat, el Genoa va quedar segon. La temporada següent i ja novament amb una sola federació i una sola lliga, l'equip rossoblu, reforçat amb jugadors com Delfo Bellini, Ettore Neri i Aristodemo Santamaria, esdevé campió, guanyant el vuitè títol de la història. És recordat per haver-ho fet sense perdre un sol partit (record igualat pel Milan AC la temporada 1992-1993). L'estiu de 1923 el Genoa era un equip reconegut. Havia guanyat 8 lligues, l'equip més llorejat d'Itàlia. Va ser convidat a un gira per Amèrica del Sud, sent el primer equip italià en fer-ho. Jugarà 4 partits a l'Argentina i Uruguai, guanyant i empatant 1 partit i perdent 2. La temporada 1923/24 va ser igual de reeixida que l'anterior i el Genoa guanyava el seu novè títol de lliga, i últim fins aleshores. Havia quedat primer del seu grup, amb 14 partits guanyats de 22, i disputant la final contra el Savoia.
El Genoa podria haver guanyat el seu desè títol l'any 1925, però el règim feixista de Mussolini li va prendre el campionat. La final la va jugar contra el Bologna i després de dos partits, guanyats per cada equip, es va jugar un tercer partit de desempat a Milà, però va haver-hi una invasió de camp per part de seguidors bolonyesos, alguns d'ells amb revòlvers, i això va descentrar els jugadors del Genoa que tot i anant guanyant van acabar empatant. L'àrbitre va considerar nul els minuts posteriors a la invasió i va declarar que el Gènoa era el vencedor del partit. Les fortes pressions del règim feixista a través de l'alcalde de Bolonya, van fer desistir la Federació Italiana de Futbol de proclamar el Genoa campió i va decidir que es jugués un altre partit de desempat a Torí, on novament es va concloure amb un empat i hi va haver enfrontaments entre ambdues aficions. Aquest fet va implicar una suspensió fins al setembre. El Genoa va ser avisat d'un nou partit a Milà, amb molt pocs dies d'antelació i sense poder fer cap entrenament, en canvi, el Bologna, en una estratègia de l'alcalde, ja sabia des de feia setmanes la data del partit, i no havia deixat mai la preparació de la final. El partit el va guanyar el Bologna també amb decisions poc imparcials de l'àrbitre. Amb totes aquestes irregularitats li van arrabassar posteriorment al Genoa l'oportunitat de cosir-se a la samarreta, el distintiu de l'Stella d'Oro, una estrella daurada de cinc puntes, reconeixement que fa la Federació des de l'any 1958 a l'equip que guanya 10 lligues.
Des de llavors el club es converteix en una ombra d'aquells vencedors, coincidint també amb un canvi generacional i a partir de 1926 de la total professionalització del futbol italià. Paral·lelament a aquells anys, el règim feixista obliga al Genoa a imposar els seus símbols i a italianitzar el nom en Genova 1893 Circolo del Calcio. A més, l'any 1927 l'entrenador William Garbutt (pressionat pels feixistes per ser britànic), dimiteix d'entrenador i es fa càrrec de l'equip De Vecchi. També dirigents feixistes entren a formar part de la directiva, per ordre del règim de Mussolini.
En els campionats de 1925-26 i 1926-27 el Genoa va quedar tercer i quart respectivament. A partir de l'any 1929 la Federació Italiana de Futbol instaura la Sèrie A, tal com la coneixem avui en dia. Si tenim en compte, que l'any 1898 té lloc el primer campionat italià i fins a 1929, es disputa en diferents formats, i en referència a la Classificació perpètua del campionat italià de futbol de 1898 a 1929, classificació dels resultats obtinguts per tots els equips que han participat almenys en una edició, trobarem el Genoa com a primer equip classificat. Durant els anys 1929 i 1930 el Genoa viu la seva primera experiència en competició europea, al jugar la Copa Mitropa, tot i que no passa de les primeres rondes. D'aquells anys es pot destacar el porter Manlio Bacigalupo i jugadors com Levratto Felice i Guillermo Stábile, que va ser fixat després de jugar amb Uruguai la Copa del Món de Futbol de 1930 de l'Uruguai, on la seva selecció acabà guanyant i ell fou el màxim golejador del torneig.
La temporada 1935-36 es fitxen jugadors argentins: Mario Evaristo, Rodolfo Orlandini, i el porter Angelito Capuano i l'uruguaià Manuel Figliola, amb la intenció de formar un gran equip, que acabaria vuitè a la lliga. D'aquell any destaca el primer derbi jugat a la Sèrie A, entre el Genoa i la Sampierdarenese, equip precedent de la UC Sampdoria, amb victòria blaugrana per 3 a 1. Per la temporada 1936-37, el president Costa és substituït per motius de salut per Juan Claudio Culiolo, un important i ric home de negocis i novament es reforça l'equip: destaca entre d'altres la tornada de Marchionneschi. Hermann Felsner va ser el nou entrenador. Els fruits són que el Genoa guanya la Copa Italiana, primera i única en el seu palmarès. Va derrotar l'AS Roma per 1 a 0, la final disputada a Florència el 6 de juny de 1937. Amb la victòria a la Copa d'Itàlia, el club adquireix el dret a participar en la Copa Mitropa. Novament torna a Europa. Però després de superar la primera ronda, en el partit contra l'Admira de Viena, es va produir una baralla entre els jugadors i el partit va ser suspès. Els dos equips van ser desqualificats i, per tant, el partit de tornada ja no es va jugar. Als següents campionats de lliga, el Genoa sempre queda als primers llocs. L'any 1938 torna a jugar la Copa Mitropa i arriba fins a semifinals, on va ser eliminat per l'Slavia de Praga.
La temporada 1939-1940 s'obre amb la intenció de la directiva per continuar la política d'enfortir l'equip. William Garbutt que havia tornat l'any 1937, fa jugar l'equip amb el famós sistema WM, conegut pel disseny dels jugador al camp. Però els resultats no van acompanyar l'equip i durant els següents anys no va passar del quart lloc en la lliga. A la Copa italiana, l'equip rossoblù va arribar a la final de 1940, però la va perdre davant l'AC Fiorentina. Una setmana abans de la final, el dictador Mussolini havia declarat la guerra a França i Anglaterra. Itàlia entrava oficialment en la Segona Guerra Mundial. Garbutt va ser convidat a marxar del país. Alguns jugadors participen en la guerra, però no hi haurà cap baixa. Però el conflicte bèl·lic acabarà incidint en la competició, i a partir de 1941, la Sèrie A s'atura fins al 1946. Durant aquells anys, el Genoa només jugarà tornejos regionals i amistosos sense cap transcendència important. Va ser campió, per exemple, de la Coppa Città di Genova, on també van participar equips militars.

### Travessia pel desert i prestigi europeu
Després de la Segona Guerra Mundial, el Genoa recupera el seu nom original: Genoa Cricket and Football Club. La lliga italiana queda dividida per la temporada 1945-46 en dos grups, l'Alta Italia, on jugaria el Genoa i el Centre-Sud. L'equip rossoblú quedaria dotzè. L'any següent es torna a unificar la Sèrie A amb vint equips i passaria a la història per jugar-se el 3 de novembre de 1946, el primer derbi entre els dos grans equips de la ciutat: el Genoa i la UC Sampdoria (un nou equip sorgit de la fusió de l'Andrea Doria i la Sampierdarenese). Aquell partit, amb el president de la República Italiana Enrico De Nicola a la grada, va ser guanyat per la Sampdoria per 3 a 0. El partit de la segona volta, jugat el 3 de març de 1947, també va ser per la Sampdoria, 2 a 3. Aquests dos partits encetarien el derbi conegut com a Derbi de la Llanterna.
Entre els anys 1946 i 1950 el Genoa sempre acaba la lliga en una posició mitjana de la taula. El setè lloc va ser el màxim aconseguit tant en aquells anys, com als següents 40 anys (la temporada 1990-91 va quedar quart). D'aquells anys destaquen els jugadors Juan Carlos Verdeal i Fosco Becattini. Aquest darrere va jugar un total de 425 partits i va ser el jugador amb més partits jugats (superat només l'any 2002 per Gennaro Ruotolo). També aquells anys són anys convulsos en la junta directiva i sovint hi ha canvi de president.
La temporada 1950-51 torna el desastre, en quedar últim i tornar a baixar per segona vegada a la Sèrie B. Aquell descens és conegut per l'«staffilata di Sabbatella», pel gran gol de Mario Sabbatella, jugador argentí de la Sampdoria, que va condemnar els rossoblú a la B. L'experiència del descens, durarà dos anys. La dècada dels cinquanta es caracteritza per ser anys convulsos en la junta directiva i sovint hi ha canvi de president i tampoc n'hi ha cap jugador que pugui destacar per sobre de la resta, a excepció del davanter Attilio Frizzi, que entre 1951 i 1957 va arribar a marcar 61 gols. És actualment el sisè màxim golejador de la història del Genoa. Frizzi va ser capocanonieri de la Sèrie B, la temporada 1951-52. També destaca el fitxatge de l'internacional uruguaià Julio Abbadie. La temporada 1958-1959 el Genoa queda tercer en la Copa Itàlia, la millor classificació des de 1940 i encara no superada. La temporada 1959-60 el Genoa torna a baixar a la Sèrie B i a més a més, la comissió disciplinària de la Federació, acusa el club rossoblù de frau esportiu (intent de suborn a l'Atalanta) i el Genoa serà condemnat amb deu punts menys de penalització que haurà de complir en la Sèrie B. Allà estarà durant dos anys, fins que la temporada 1961-62 queda primer i torna a la màxima competició. Aquella mateixa temporada guanya el primer títol europeu, la Copa dels Alps, en derrotar el Grenoble per 1 a 0, en la final disputada el 29 de juny de 1962. La Copa dels Alps, primer títol europeu del Genoa, va ser una competició internacional de prestigi, jugada entre 1960 i 1987, primer per equips italians i suïssos i posteriorment també hi participarien equips alemanys i francesos. La temporada següent tornaria a guanyar un altre títol internacional, la Copa de l'Amistat franco-italiana, en derrotar l'AC Milan a la final per 2 a 1.
De la temporada 1963-64, destaca la segona Copa dels Alps guanyada pel Genoa, que l'1 de juliol de 1964 va vèncer el Catania a la final per 2 a 0. D'aquell any, el porter Mario Da Pozzo va ser 791 minuts imbatut, el que en fa el tercer porter amb més minuts imbatut de la història de la lliga italiana. Un altre jugador remarcable és Gigi Meroni, per les manifestacions de protesta entre els aficionats que va provocar quan se'n va anar. Lartífex d'aquests triomfs va ser l'entrenador argentí Benjamín Santos, que va morir l'estiu de 1964 en un accident de trànsit, deixant el Genoa orfe de tècnic. La temporada va finalitzar amb el lloc vuitè a la classificació.

### Del purgatori a l'infern
A partir de 1965, les esperances del Genoa de tornar a ser un equip gran s'esvaeixen cada vegada més per donar pas a una realitat molt dura i inimaginable fins aleshores. La temporada 1964-65 l'equip rossoblù fa un any desastrós i acaba baixant a la Sèrie B, per tercera vegada a la història. El setembre del 1966 té lloc a Itàlia, una transformació que portarà les associacions esportives a convertir-se en societats anònimes. Per aquesta raó, la directiva decideix canviar també el nom del club per «Genoa Spa 1893», una designació que recordava el nom durant la dictadura feixista. El 5 maig 1967 desapareix el gloriós nom de «Genoa Cricket and Football Club», que no seria restaurada fins al 1997. D'aquells trists anys, els presidents Ugo Maria Failla i Renzo Fossati es van caracteritzar per vendre les joves promeses i no fer un equip competitiu que pugui tornar a la Sèrie A. Com a fet esportiu destaca la presència a la temporada 1968-69 del jugador internacional Antonio Valentin Angelillo. En aquells anys podem el gran capità Maurizio Turone va jugar de 1968 a 1972.
Cinc anys després de baixar a la B, el Genoa, en comptes de superar-se, sembla disposat a tocar fons, i la temporada 1969-70 arriba el gran desastre, en comptes de recuperar-se, el joc rossoblù és tan mediocre i dolent que es baixa a la Sèrie C per primera vegada en la història. El Genoa dels anys 1960 és tan sols un record fantasmal d'aquell gloriós Genoa dels primers anys dels Segle XX. El club es troba en un caos absolut: el gener de 1970 dimiteix Fossati sota la pressió d'un grup de polítics locals. Les finances del club es troben en nombres vermells i els anys següents els presidents es succeeixen un darrere l'altre, però ningú és capaç de redreçar la situació del club. Però malgrat tot, el griu, igual que l'au fènix va ser capaç de ressorgir de les seves cendres.

### Pujant, baixant, pujant
La temporada 1970-71 es va fer càrrec de l'equip l'entrenador Arturo Silvestri i gràcies a ell, l'equip rossoblù va tornar a la Sèrie A en tres temporades, la 1972-73. Aquella temporada de l'ascens, dos jugadors del Genoa Sidio Corradi i Antonio Bordon van quedar primer i segon com a màxims golejadors de la Sèrie B. A principi de la dècada dels anys setanta el Genoa torna a jugar la Copa d'Itàlia, després anys d'absència, tot i que els resultats són dolents i discrets. A causa dels problemes econòmics, el 1971 es decideix que els aficionats puguin comprar participacions del club. El juny de 1972 es va arribar a 14.000 títols venuts, tot un rècord. Però malgrat la participació popular els problemes financers impedeixen la construcció d'un equip competitiu i la temporada 1973-1974 acaba amb un retorn a la Sèrie B.
L'any 1974 Renzo Fossati torna a aconseguir les regnes del club i quedarà president fins a l'any 1985. Aquell mateix any, entrenaria el Genoa, amb la intenció de pujar a la Sèrie A, sense gaire fortuna, Guido Vincenzi, un jugador emblema de la UC Sampdoria. Així doncs, la temporada 1974-75 el Genoa jugarà a la Sèrie B, jugant en aquesta categoria, de manera alterna, fins a la temporada 1988-89, durant deu temporades, ja que durant les dècades dels anys 70 i 80, els rossoblú es caracteritzen per una sèrie de descensos i ascensos entre la Sèrie B i l'A.
A la dècada dels anys setanta hi ha al gran davanter Roberto Pruzzo que durant sis anys amb els rossoblú, va acumular 143 partits i 57 gols, sent el màxim golejador de la Sèrie B la temporada 1975-1976. Pruzzo va ser un dels davanters més prolífic de tots els temps juntament amb Diego Milito i Tomás Skuhravý. Va ser anomenat «O Rei de Croxefieschi», en comparació amb «O rei Pelé» i fins i tot, gràcies a ell, la temporada 1976-77, al derbi contra la UC Sampdoria, els seus gols, van ser decisius per enviar els blucerchiati a la Sèrie B, venjant d'aquesta manera la staffilata di Sabbatella, que l'any 1951 havia condemnat el Genoa a la Sèrie B. Un altre màxim capocanonieri genoani de la Sèrie B va ser Giuseppe "Oscar" Damiani, la temporada 1978-79, amb 17 gols. El partit jugat a Marassi, el 6 de febrer de 1977, entre el Genoa i el Torino (1 a 1) seria recordat per ser la primera vegada que un partit del campionat de futbol italià es transmetia per televisió en color.
Durant la temporada 1980-81 el president Fossati decideix canviar l'escut del club, i utilitza dins un cercle blanc el cap d'un griu amb cos blaugrana, que els seguidors rossoblú anomenaran despectivament gallinacio (pollastre). La temporada següent, el Genoa CFC serà el primer equip italià que porta la samarreta el nom d'un patrocinador: la marca de rellotges Seiko.
L'any 1980 el Genoa torna a la Sèrie A i baixa a la B, l'any 1983. Allà va militar cinc anys, fins que la temporada 1988-89 va guanyar el campionat i va tornar a pujar a la Sèrie A. El maig de 1985 Fossati és rellevat de president per Aldo Spinelli, que va ser el màxim responsable rossoblù fins a 1997. En aquells anys hi ha un constant canvi d'entrenadors, directius i jugadors. De la dècada dels anys vuitanta es recorden jugadors com Massimo Briaschi o Vincenzo Torrente o Gianluca Signorini, «Il Capitano» el qual va portar durant 206 partits la samarreta del Genoa amb el número sis a l'esquena, que va ser retirada l'any 2002, quan havia mort d'una llarga malaltia.

### Novament Europa i l'infern
Durant la dècada dels anys noranta, el Genoa es reparteix pràcticament a parts iguals, la seva presència a la Sèrie A i a la Sèrie B. Fins a la temporada 1993/94 militarà en la màxima categoria i a partir de la temporada 1994-95 ho farà a la categoria de plata. Però si una cosa es recorda dels primers anys '90 és la gran campanya que van fer els rossoblù la temporada 1991-92 al seu pas per la Copa de la UEFA. De la mà del mister Osvaldo Bagnoli, l'any abans, el Genoa queda 4t en la classificació. Aquest fet li va permetre classificar-se per la Copa de la UEFA. El mèrit també va ser d'una davantera formada pel txec Thomàs Skuhravý i l'uruguaià “Pato” Aguilera. Skuhravý acaba de ser el segon màxim golejador del Mundial d'Itàlia 1990, tot i que la seva selecció no va passar de quarts de final.
La primera temporada de Bagnoli no va començar gairebé, ja que amb l'eliminació de la Copa per l'AS Roma, la Gradinata Nord, guiada per la "Fossa dei Grifoni," explota en una forta protesta. L'entrenador va sortir en defensa els seus jugadors, dient que la protesta dels aficionats és una vergonya i que si el Genoa portava 13 anys sense guanyar el derbi, que s'havia de jugar en 15 dies, era per algun motiu. Ningú fins aleshores s'havia atrevit tant amb l'afició.
Però el 25 de novembre de 1990 el Gènova guanya de visitant, el derbi contra la UC Sampdoria per 1-2, i sembla que torna la calma a Marassi. Aquella temporada, la Sampdoria guanyaria per primera vegada en la seva història la lliga italiana. El Genoa també va fer un bon paper i va quedar 4t en la classificació, sent la millor classificació des de la temporada 1941-42.
La següent temporada també serà molt recordada, el Genoa tornava a una gran competició europea, des de la participació en la Copa dels Alps, l'any 1964. El camí del Genoa per la Copa de la UEFA, va arribar fins a semifinals. Abans, havia eliminat el Reial Oviedo, el Dinamo de Bucarest, l'Steaua de Bucarest i el potent Liverpool FC, guanyant-lo fins i tot en el seu estadi, convertint-se així en el primer equip italià a guanyar a Anfield Road en un partit oficial. Pel que fa a la lliga italiana, els rossoblù es van quedar a una sola posició de baixar, fent una molt mala campanya.
Els primers anys a la Sèrie B el Genoa sortia sempre com a favorit, però amb el pas de les temporades la situació a nivell esportiu i, sobretot, a nivell d'entitat, va anar empitjorant. L'únic que podem destacar d'aquells anys és que la temporada 1995-96, el Genoa va guanyar la Copa anglo-italiana, guanyant a la final, disputada al Port Vale FC per 5 a 2, sent el darrer títol internacional que guanya el Zena. També podem destacar que la temporada 1999-2000 Cosimo Francioso, va ser el pitxitxi d'una lliga, on el Genoa va quedar 6è. Després de la presidència d'Aldo Spinelli, es succeïxen tres tristos presidents, sent el pitjor de tots, Luigi Dalla Costa, que va portar l'entitat quasi a la desaparició. Dalla Costa va arribar al club l'any 2001 i el Genoa va baixar per segona vegada a la seva història a la temuda Sèrie C1, la temporada 2002-03.

### L'arribada de Preziosi
L'any 2003 Enrico Preziosi, amo de l'empresa de joguines "Giochi Preziosi", va aconseguir la majoria de les accions, convertint-se en el president de l'entitat. Preziosi va evitar en els tribunals que el Genoa baixes a la Sèrie C1, a causa de l'afer conegut com a “Cas Catania”. El club sicilià que militava a la Sèrie B, va ser descendit a la Sèrie C1 per irregularitats en l'acta d'un partit contra l'A.C. Siena, però el descens va ser anul·lat per un tribunal administratiu regional. Per posar fi a la polèmica desfermada, la Federació Italiana va "reclassificar" a la Sèrie B els clubs Catània, Salernitana, Gènoa i Fiorentina, que va provocar un augment fins a 24 equips.
La temporada 2003-04 va començar amb retard i vagues, ja que la majoria d'equips de la Sèrie B, no estaven d'acord amb la decisió d'augmentar la competició a 24 equips. El Genoa va fer un mal any i va estar a punt de baixar. Pel que fa a la Copa, el Genoa no va passar de la fase classificatòria de grups.
Però si la temporada abans, els despatxos el van ajudar a no baixar a la Sèrie C1, la temporada següent, 2004-05, arran del “Cas Genoa”, la Federació Italiana de Futbol va penalitzar el Genoa a baixar a la Sèrie C1, ja que la darrera jornada de lliga, el Genoa i el Venecia van acordar arreglar el resultat del partit favorable als rossoblù. La victòria va permetre el Genoa quedar primer i poder pujar a la Sèrie A, però la Federació va castigar el Genoa per corrupció esportiva. També va condemnar al president Enrico Preziosi a una inhabilitació de 5 anys, tot i que després el càstig va quedar en 4 mesos. Destacar la presència de dos anys de Diego Milito, que va fitxar la temporada 2003-04, tot i que va marxar quan el Genoa va baixar a la Sèrie C1. I a la Copa, el Genoa, com l'anterior temporada, no va passar de la fase classificatòria de grups.
La temporada 2005-06 amb un Genoa jugant a la Sèrie C1 és un cop molt dur, massa dur per l'afició. Tot i així, bona part va creure que el president Preziosi, que sempre s'havia declarat innocent, era víctima d'un complot i es va bolcar amb l'equip. Seran 15.000 els abonats d'aquell any. Amb el suport de l'afició, que omple estadis visitants, la temporada 2005-06, els grifoni van aconseguir quedar 2ns en la Sèrie C1, amb el rècord de menys derrotes i més partits guanyats. Van jugar-se l'ascens a la Sèrie B, al play-off contra l'A.C. Monza Brianza 1912 i van guanyar. A la Copa d'Itàlia el Genoa va ser eliminat en la primera ronda.
La temporada 2006-07 el Genoa va quedar tercer en la Sèrie B, i va pujar a la Sèrie A. Amb 10 punts d'avantatge sobre el quart classificat, li va permetre ascendir directament sense passar pels play-off. Gian Piero Gasperini és l'entrenador artífex de la tornada dels rossoblù a la màxima competició, després d'un període de 13 temporades. A la Copa, l'equip rossoblù va ser eliminat als 1/8 de final. L'equip estava format per jugadors com Gaetano De Rosa, Francesco Bega, Ivan Jurić, Omar Milanetto, Luciano Gabriel Figueroa, Domenico Criscito, etc.
La temporada 2007-08 el Genoa s'estrena novament a la Sèrie A. El primer partit que juga ho fa contra l'AC Milan. Per raons d'ordre públic es prohibeix l'entrada a l'estadi genovès als aficionats milanistes, a causa del record dels incidents relacionats amb la tràgica mort de Vicenzo Spagnolo, el 29 de gener de 1995, per un seguidor milanista. El Genoa queda desè classificat de la Sèrie A, destacant els gols de Marco Borriello. A la Copa, el Genoa queda eliminat en la segona eliminatòria.
La temporada 2008-09 Diego Milito torna al Genoa i amb els seus gols 24 gols ajuda als grifoni a quedar 5è en la competició. Això permetrà a l'equip genovès, tornar a jugar una competició internacional europea, després de 18 anys, en aquest cas l'Europa League. Diego Milito a més a més va fer tres gols en el derbi contra la UC Sampdoria convertint-se en el primer jugador de la història dels derbis que aconsegueix aquesta fita. A més, aquell és el primer Derbi de la Llanterna que guanyava el Genoa com a local en la Sèrie A, des de la temporada 1964-1965. Thiago Motta i Marco Rossi i el porter Rubinho també van ser jugadors destacats aquell any. En la Copa va ser eliminat a 1/8 de final per l'Inter de Milà.
La temporada 2009-10 el Genoa aconsegueix el màxim nombre d'abonats de la història, amb 24.289. La plantilla queda debilitada per la marxa d'importants jugadors com Diego Milito i Thiago Motta i l'equip és eliminat en la primera fase de l'Europa League, després de classificar-se, guanyant en el play-off a l'Odense. Va quedar tercer del seu grup, amb 7 punts, 2 victòries, 1 empat i tres derrotes. Pel que fa a la lliga va quedar en 9a posició. En la Copa va ser eliminat a 1/8 de final pel Catània.
La temporada 2010-11 cal destacar el canvi d'entrenador. Després d'un mal inici, 11 punts en només 10 partits, Gian Piero Gasperini és destituït i el seu lloc l'ocupa Davide Ballardini. El Genoa acabarà la temporada, sent 10è a la lliga i eliminat a 1/8 de final per l'Inter de Milà a la Copa. El mes de juny, el president Enrico Preziosi anuncia la destitució de Ballardini i el fitxatge d'Alberto Malesani com a nou entrenador per la temporada següent.
La temporada 2011-12 el Genoa comença amb bon peu i fins i tot s'arriba a situar líder en les primeres jornades, però Malesani va ser destituït en el mes de desembre, després d'uns mals resultats i va ser substituït per Pasquale Marino. El mes de gener, l'equip es va reforçar fitxant a Alberto Gilardino, Davide Biondini i Giuseppe Sculli. Aquell mateix mes, va ser eliminat de la Copa a 1/8 de final per l'Inter de Milà. El 2 d'abril, i després de 9 partits sense guanyar, el president del Genoa, va destituir a Pasquale Marino i per tornar a fitxar com a entrenador a Albero Malesani. Però vint dies després, Malesani és novament despatxat, després de jugar tres partits, amb el balanç de dos empats i una derrota. La seva destitució va venir arran dels incidents que van tenir en el partit contra el Siena, quan el públic va aturar el joc, a la represa de la segona part, quan el Genoa perdia per 0 a 3 i va obligar els jugadors treure's la samarreta, al considerar que no la defensaven amb orgull. Aquell nit, Preziosi va anunciar que cessava Malesani i fitxava a Luigi De Canio.
La temporada 2012-13, després del vuitè partit de Lliga, una derrota a casa contra l'AS Roma per 2-4, dos mesos des de l'inici del campionat, amb 2 victòries, 3 derrotes, i 3 empats, i 9ns a la classificació (i eliminat el Genoa de la Copa Itàlia en la primera eliminatòria, per l'Hellas Verona per un equip de la B), el balanç no convencia al president Preziosi, i s'anunciava la destitució de De Canio, per fitxar a Luigi Delneri. El primer partit de Delneri, era una derrota contra l'AC Milan a San Siro per 1 a 0. El Genoa va fer una temporada molt irregular i es va salvar a la darrera jornada.
La temporada 2013-14, el Genoa va començar amb Fabio Liverani d'entrenador, el qual entrenava l'equip juvenil del Genoa la temporada anterior. La Lliga va començar malament, però tot i perdre els dos primers partits, el Genoa va guanyar el derbi davant la UC Sampdoria per 0-3. Però Liverani va ser acomiadat el 29 de setembre, amb el trist balanç d'una victòria, un empat i cinc derrotes (quatre a la Lliga i una a la Copa d'Itàlia, que eliminava l'equip rossoblù). Gian Piero Gasperini va ser el substitut de Liverani. El sis primers partits amb Gasperini, el Genoa va aconseguir un empat i quatre victòries, una d'elles a casa de la Lazio (0-2) i tan sols una derrota amb la Juventus FC (2-0). Però la il·lusió es va acabar ràpid. Es va entrar en una etapa molt irregular. El derbi de la segona volta es va fixar per jugar-se el diumenge 2 de febrer a les 12:30 del migdia. Les dues tifoseries genoveses es van unir i va començar una campanya contra aquest horari, ja que també coincidia amb un mercat popular a Gènova i estava marcat per afavorir els drets televisius a la Xina. Finalment els aficionats van guanyar el pols contra les autoritats i el partit es va jugar el dilluns a les 20:45h. El 108è derbi va ser tota una desil·lusió pel Genoa, ja que es va perdre 0-1. Va acabar en 14a posició, després de 5 derrotes i 2 empats en les darreres 7 jornades. Finalitzant la temporada es retirava el mític capità Marco Rossi.

### Els darrers anys
La pre-temporada 2014-15 el Genoa jugava el 15 d'agost de 2014 a Barcelona, convidat per l'Reial Club Deportiu Espanyol de Barcelona en el "XL Torneig Ciutat de Barcelona". El partit va acabar en empat a zero, tot i que l'Espanyol es va emportar el torneig en la tanda de penals. Aquell partit va comptar amb la presència de nombrosos seguidors catalans del Genoa.
La temporada 2014-2015, amb Gasperini d'entrenador, va ser espectacular. Cal dir que a la jornada 14, el Genoa se situava tercer a la classificació, una cosa que no succeïa en aquella jornada des de l'any 1939. Però tots i els bons resultats, en el mes de desembre i contra tot pronòstic, el Genoa era eliminat en el quarto turno de la Copa Itàlia per l'Empoli (2-0). A pesar de l'eliminació a la Copa, el Genoa va fer una temporada històrica acabant la Serie A en 6è lloc, amb 59 punts, 16 partits guanyats, 16 partits empatats i 16 perduts, sent la millor posició aconseguida des de la temporada 2008-09, una posició que permetria l'accés a la Europa League 2015-2016, però que finalment no va arribar a disputar a causa de no obtenir la llicència Uefa. Iago Falque, Armando Izzo, Alessandro Matri, Diego Perotti van ser els nous reforços de l'equip rossoblù, juntament amb els fitxatges del mercat d'hivern: M'Baye Niang, Tino Costa, Leonardo Pavoletti i Marco Borriello.
La següent temporada, el Genoa de Gasperini acaba en el lloc onzè amb 46 punts en la classificació, aconseguint 13 victòries, 7 empats i 18 derrotes. A la Copa Itàlia va ser eliminat a 1/8 de finals per l'Alessandria, un equip de la Serie C. A la fi de la temporada, s'oficialitzava el fitxatge de Gasperini a l'Atalanta BC, després d'entrenar durant tres anys entrenant el Grifone.
Ivan Jurić va ser fitxat el juny de 2016 per ser l'entrenador de la temporada 2016-2017. L'equip es va reforçar amb Miguel Veloso i Giovanni Simeone. Després d'una bona primera etapa, en què es destaca la rotunda victòria per 3-1 contra la Juventus, però en deu partits només va aconseguir dos punts i el 19 de febrer de 2017, després de la pèrdua de 5-0 contra el Pescara va ser reemplaçat per Andrea Mandorlini. Mandorlini va encaixar una serie de mals resultats i novament Juric va tornar a ser l'entrenador rossoblù, aconseguint la salvació en la penúltima jornada amb 36 punts, 9 partits guanyats, 9 empatats i 20 perduts. El Genoa va celebrar la temporada, 10 anys militant a la Serie A. A la Copa Itàlia va ser eliminat a 1/8 de finals per la Lazio
La temporada 2017-2018 va començar amb Ivan Jurić com a entrenador i amb polèmica entre els grups de tifosi de la Nord i el president Preziosi, ja que no acceptaven la gestió del club. Nicolas Burdisso va deixar el Genoa i es van incorporar Ervin Zukanović, Ricardo Centurión i Bertolacci va tornar al Genoa després de jugar la temporada anterior al Milan. La temporada va començar molt malament. La primera victòria no va arribar fins a la 8a jornada en la visita a l'estadi del Cagliari. Després dues derrotes més i el fet de perdre el derbi contra la UC Sampdoria, a la 12a jornada, Jurić va ser acomiadat i Davide Ballardini es va fer càrrec de la banqueta. En el mercat d'hivern es va incorporar Giuseppe Rossi, Pedro Pereira. A manca de tres jornades pel final, el Genoa es va assegurar la salvació i va finalitzar en la 12a posició, amb 41 punts, 11 victòries, 8 empats i 19 perduts. A la Copa Itàlia va ser eliminat a 1/8 de finals per la Juventus.
L'estiu del 2018 es produeixen moviments i marxen jugadors importants com el porter Perin i Miguel Veloso, Izzo i Laxalt. Com a fitxatges es destaca Marchetti, Lapadula, Kouamé i el polonès Krzysztof Piątek, però sobretot el retorn de Domenico Criscito. La primera jornada, que s'havia de jugar el 19 d'agost contra l'AC Milan no es va poder jugar a causa de la tragèdia del Pont Morandi, quan el 14 d'aost es va enfonsar i va causar 43 morts. El Genoa va iniciar la lliga de manera regular i després de la vuitena jornada, amb un balanç de tres victòries i quatre derrotes, l'entrenador Ballardini va ser destituït i va tornar a la banqueta Ivan Jurić. El retorn del tècnic croat no va ser positiu, i l'equip va entrar en una ratxa negativa. Després de l'eliminació de la Copa per part del Virtus Entella en la segona ronda, és acomiadat el 7 de desembre, i el seu lloc és ocupat per Cesare Prandelli.
Amb Prandelli a la banqueta, el Grifone continua una línia irregular, tot destacant la victòria a casa contra la Juventus per 2 a 0, on interromp la ratxa invicta del bianconeri de 28 jornades sense perdre. Els darrers partits, però són un patir, després de perdre el derbi de visitant per 2 a 0 i contra el Torino. Mancaven només cinc jornades i el Genoa estava només a 5 punts per sobre de la Serie B.
Una derrota, contra l'Atalanta i un empat contra el Cagliari Calcio a l'antepenúltima i penúltima jornada respectivament, situen el Genoa, a la darrera jornada en la 17a posició. Calia com a mínim un empat i una derrota de l'Empoli, l'equip situat per sobre. I contra tot pronòstic, el Genoa empata amb la Fiorentina i l'Empoli perd contra l'Inter i el Genoa es salva, finalitzant en 17a posició, amb 38 punts i 8 victòries, 14 empats i 16 derrotes. A la copa, és eliminat en la segona fase pel Virtus Entella de la Serie C a la tanda de penals, després d'empatar a Marassi a 3 gols. La temporada també va finalitzar amb un comunicat oficial a la web del club, on s'anuncia que Assietta S.p.A., empresa assessora financera, s'encarregarà de gestionar i trobar un comprador pel Genoa.
Després de la salvació conquerida al darrer alè al campionat 2018-19, el Genoa confia la seva direcció tècnica a Aurelio Andreazzoli. Com nous fitxatges podem destacar: Zapata, Ghiglione, Schöne, Barreca, Agudelo i Pinamonti i les baixes de Lapadula, Esteban Rolon, Daniel Bessa. L'empresa Kappa es farà càrrec de la nova samarreta del Genoa. En el mes d'octubre, després de tres dures derrotes contra la Lazio 4-0, AC Milan 1-2 i Parma 5-1, Andreazzoli és acomiadat i Thiago Motta esdevé el nou entrenador del Genoa. L'entrenador italo-brasiler va ser acomiadat el 28 de desembre després de guanyar només 2 partits de 10. El 9 de març es va suspendre la lliga italiana a causa de l'emergència sanitària provocada per la pandèmia del coronavirus i va estar 103 dies aturada. El Genoa fins aleshores era el 17è, amb 25 punts, fora de la zona de descens amb 26 partits, amb 6 victòries, 7 empats i 13 derrotes. La represa va ser el 20 de juny i va començar amb una derrota contra el Parma 1-4, en un partit jugat sense públic. De fet, una de les mesures va ser reprendre la lliga sense públic als estadis. El que va quedar de temporada, el Genoa va encaixar 5 derrotes, 2 empats i 4 victòries, destacant el derbi contra la UC Sampdoria per 1-2 i la victòria el darrer partit conra l'Hellas Verona per 3-0 que va significar la salvació in extremis, ja que necessitava els tres punts per no baixar a la Serie B. El Genoa es va salvar de manera matemàtica a la jornada 36 i va acabar la temporada en el lloc 11è de la classificació.
A la Copa d'Itàlia, després de superar la tercera i quarta fase, va quedar eliminat al 1/8 de finals pel Torino en la tanda de penals.
La temporada 2020-21 s'inici amb Rolando Maran com a nou entrenador de l'equip rossoblu. Però els mals resultats de l'equip fan que al desembre sigui destituït després de 13 partits jugats amb 8 derrotes, 4 empats 1 victòria i està a la penúltima posició. El nou entrenador serà Davide Ballardini. D'aquella temporada es pot destacar que el 23/12/2020 s'enfrontaven per primera vegada el Genoa i l'Spezia a la Serie A des que es va crear la màxima competició italiana. Amb gols de Destro i Criscito el Grifone aconseguia el triomf per 1-2 al Picco sense públic per la Covid. En el partit d'anada el Genoa guanyava per 2-0 al Ferraris. Pel que fa al Derby de la llanterna, tant l'anada com la tornada va acabar amb el mateix resultat d'empat a un gol. El Genoa acabarà 11è a la classificació.
A la Copa d'Itàlia, després de superar la tercera i quarta fase, va quedar eliminat al 1/8 de finals per la Juventus FC a la pròrroga per 3-2 després d'empatar un desfavorable 2-0.

### Els nous propietaris 777 Partners
El 23 de setembre de 2021 s'anuncia públicament que el club canvia de propietari. Enrico Preziosi, president i propietari del Genoa des del 2003 es va vendre el 99'9% les seves accions al fons d'inversió nord-americà 777 Partners a canvi de 150 milions d'euros. Segons els nous propietaris Enrico Preziosi, romandrà a la junta directiva, mentre que el director executiu Alessandro Zarbano continuarà administrant les operacions diàries de club.
La temporada 2021/22 s'inicia amb Ballardini a la banqueta, però després de tres empats consecutius, els nous propietaris decideixen substituir-lo per Andrí Xevtxenko, el qual tindrà la seva primera experiència com a entrenador d'un club i la segona després de dirigir la selecció d'Ucraïna. Malgrat les importants inversions de la nova companyia tant en l'organigrama tècnic com en el traspàs hivernal, a principis de gener, el Genoa es trobava últim a la classificació, i després de la derrota als vuitens de final de la Copa d'Itàlia davant el Milan, l'entrenador va ser acomiadat i substituit per Alexander Blessin. Després d'alguns resultats negatius, es va continuar la mala ratxa perdent el derbi contra la Sampdoria (1-0). Finalment el Genoa va baixar matemàticament a la Sèrie B després de 15 anys, i va concloure el campionat amb només 28 punts i al 19è lloc.
A la Sèrie B, tot i que Blessin va ser confirmat en el càrrec, a la jornada 15 va ser destituït conseqüència de 5 partits consecutius sense guanyar, fet que l'allunyava de les posicions d'ascens. Alberto Gilardino va ser el nou entrenador. Amb el canvi d'entrenador, i els reforços del mercat d'hivern, amb el retorn de Criscito i Eddie Salcedo i els fitxatges de Matturro, Dragus, i Haps l'equip va reaccionar i va estar set partits sense perdre. El Grifone va aconseguir l'ascens.
La temporada 2023-2024 es va iniciar com a baixes més significatives la del capità Domenico Criscito, que es va retirar després de gairebé 300 partits amb els rossoblù i la de Stefano Sturaro, amb qui no es va arribar a un acord per a la renovació del seu contracte. Com a altes, el retorn de Johan Vásquez després de ser cedit a la Cremonese i De Winter, Kutlu i Malinovskyj, i el català Aarón Martín, exjugador de l'Espanyol i el Celta de Vigo.
La temporada va començar amb una dura derrota del Genoa contra la Fiorentina 1-4, però mica en mica, l'equip va començar a sumar punts i la primera volta va acabar en 12à posició, amb 21 punts, amb empats davant del Napoli, Inter i Juventus, i una gran victòria per 4-1 a la Roma. Tot i així aquella volta, el Genoa va perdre o empatar 8 partits en els darrers minuts de joc. A la segona volta, el Genoa va continuar amb l'excel·lent nivells i millorant el rendiment de la primera volta. Només es patiran 5 derrotes, contraposades per 7 victòries, gairebé totes contra equips implicats en la lluita per la supervivència. El Genoa tancava un gran campionat amb 49 punts, Alberto Gilardino superava en un punt, l'últim Genoa que va ascendir el que entrenava Gian Piero Gasperini la temporada 2007-2008.

### La compra del club per Dan Șucu
L'octubre de 2024 s'anunciava que el fons d'inversió nord-americà 777 Partners feia fallida econòmica. Paral·lelament a la crisi econòmica dels propietaris del Genoa, el club també patia una crisi esportiva. Per redreçar la situació es fitxava a Balotelli, es destitueix a Gilardino i en el seu lloc es fitxa a Patrick Vieria.  El 14 de desembre tenia lloc la Junta General d'Accionistes del Genoa i s'aprovava la retirada de 777 Partners de la gestió del club, s'aprovada una ampliació de capital de 40M € per continuar de la temporada i poder fitxar al gener. Aquesta ampliació de capital era possible per la compra del 77% de les accions del club per l'empresari romanès Dan Sucu, que el convertia en el nou propietari del Genoa.

## El Genoa a Europa
El Genoa ha participat en 5 ocasions en la Copa Mitropa, els anys 1929, 1930, 1937, 1938 i 1990, sent el subcampió en la seva darrera participació.
El fet de quedar quart a la Serie A, la temporada 1990-1991, li va permetre poder jugar la següent temporada a la Copa de la UEFA. El Genoa va arribar fins a semifinals. Abans, havia eliminat el Reial Oviedo, el Dinamo de Bucarest, l'Steaua de Bucarest i el potent Liverpool FC, guanyant-lo fins i tot en el seu estadi, convertint-se així en el primer equip italià a guanyar a Anfield Road en un partit oficial.
La temporada 2009-08 va jugar l'Europa League, gràcies a que la temporada anterior havia quedat en 5à posició a la Serie A. Va ser eliminat en la fase de grups en quedar en 3r lloc al Grup B.

## Estadi
Situat a la Via Giovanni de Prà de Gènova, va ser inaugurat el 22 de gener de 1911, amb un partit entre el Genoa i l'Inter de Milà. Inicialment tenia una capacitat de 20.000 espectadors. L'1 de gener de 1933 fou batejat amb el nom definitiu de «Luigi Ferraris», en honor del capità històric del Genoa. En ocasió de la Copa del Món de Futbol de 1990 l'estadi va ser completament reconstruït. Actualment el seu aforament és de 36.536 espectadors. El terreny de joc fa uns 105 metres de llarg i 68 metres d'ample. L'estadi també es coneix popularment amb el nom de Marassi, pel barri on està situat. L'afició del Genoa ocupa la zona coneguda com a Gradinata Nord.

## Símbols
El símbol del Genoa és el Griu, que també és el símbol de la ciutat, un animal mitològic, amb cap i potes davanteres d'àliga, amb plomes daurades, i les potes de darrere i cua són lleó.

## Himne
L'himne del Genoa es titula Un cantico per il mio Grifone, data de l'any 1973 amb lletra de Piero Campodonico i música de Gian Piero Reverberi.
Lletra:
GENOA-GENOA-GENOA-GENOA-GENOA
Con i pantaloni rossi e la maglietta blu //
è il simbolo del Genoa la nostra gioventù. //
In dieci o centomila non puoi tenerli più //
son sempre più festosi i tifosi rossoblu //
Aprite le porte oh!-oh! il Grifone va !! //
Nessun avversario oh!-oh! mai lo fermerà !! //
O donna prepara oh!-oh! per la mia bandiera //
il nuovo scudetto che il Genoa vincere dovrà!!! //
GENOA-GENOA-GENOA-GENOA-GENOA //
In cento e più trasferte in auto, moto o treno, //
ti seguono fedeli non puoi tenerli a freno. //
Tornati a De Ferrari //
ti fanno un carosello che anche Garibaldi si unisce al ritornello // 
Aprite le porte oh!-oh! il Grifone va !! //
Nessun avversario oh!-oh! mai lo fermarà !! // 
O donna prepara oh!-oh! per la mia bandiera // 
il nuovo scudetto che il Genoa vincere dovrà!!! //
GENOA-GENOA-GENOA-GENOA-GENOA

## Jugadors

### Plantilla 2025-26
A 28 juliol 2025
| N. | Pos. | Nac. | Jugador                                |
| -- | ---- | --- | -------------------------------------- |
| 1  | POR  | [[Fitxer:Flag of Italy.svg\|23x15px\|border \|alt=Itàlia\|link=Selecció de futbol d'Itàlia\|{{#if:\|]]              | Nicola Leali                           |
| 2  | MIG  | [[Fitxer:Flag of Norway.svg\|23x15px\|border \|alt=Noruega\|link=Selecció de futbol de Noruega\|{{#if:\|]]          | Morten Thorsby                         |
| 3  | DEF  | [[Fitxer:Flag of Catalonia.svg\|23x15px\|border \|alt=Catalunya\|link=Selecció de futbol de Catalunya\|{{#if:\|]]   | Aarón Martín                           |
| 4  | DEF  | [[Fitxer:Flag of Belgium (civil).svg\|23x15px\|border \|alt=Bèlgica\|link=Selecció de futbol de Bèlgica\|{{#if:\|]] | Koni De Winter                         |
| 5  | DEF  | [[Fitxer:Flag of Norway.svg\|23x15px\|border \|alt=Noruega\|link=Selecció de futbol de Noruega\|{{#if:\|]]          | Leo Skiri Østigård (cedit pel Rennes)  |
| 8  | MIG  | [[Fitxer:Flag of Romania.svg\|23x15px\|border \|alt=Romania\|link=Selecció de futbol de Romania\|{{#if:\|]]         | Nicolae Stanciu                        |
| 9  | DAV  | [[Fitxer:Flag of Portugal.svg\|23x15px\|border \|alt=Portugal\|link=Selecció de futbol de Portugal\|{{#if:\|]]      | Vitinha                                |
| 11 | MIG  | [[Fitxer:Flag of Denmark.svg\|23x15px\|border \|alt=Dinamarca\|link=Selecció de futbol de Dinamarca\|{{#if:\|]]     | Albert Grønbæk                         |
| 15 | DEF  | [[Fitxer:Flag of England.svg\|23x15px\|border \|alt=Anglaterra\|link=Selecció de futbol d'Anglaterra\|{{#if:\|]]    | Brooke Norton-Cuffy                    |
| 17 | MIG  | [[Fitxer:Flag of Ukraine.svg\|23x15px\|border \|alt=Ucraïna\|link=Selecció de futbol d'Ucraïna\|{{#if:\|]]          | Ruslan Malinovskyi                     |
| 18 | DAV  | [[Fitxer:Flag of Ghana.svg\|23x15px\|border \|alt=Ghana\|link=Selecció de futbol de Ghana\|{{#if:\|]]               | Caleb Ekuban                           |
| 20 | DEF  | [[Fitxer:Flag of Italy.svg\|23x15px\|border \|alt=Itàlia\|link=Selecció de futbol d'Itàlia\|{{#if:\|]]              | Stefano Sabelli                        |
| 21 | DAV  | [[Fitxer:Flag of Italy.svg\|23x15px\|border \|alt=Itàlia\|link=Selecció de futbol d'Itàlia\|{{#if:\|]]              | Jeff Ekhator                           |
| 22 | DEF  | [[Fitxer:Flag of Mexico.svg\|23x15px\|border \|alt=Mèxic\|link=Selecció de futbol de Mèxic\|{{#if:\|]]              | Johan Vásquez                          |
| 29 | DAV  | [[Fitxer:Flag of Italy.svg\|23x15px\|border \|alt=Itàlia\|link=Selecció de futbol d'Itàlia\|{{#if:\|]]              | Lorenzo Colombo (cedit per l'AC Milan) |

| N. | Pos. | Nac. | Jugador                                    |
| -- | ---- | --- | ------------------------------------------ |
| 30 | MIG  | [[Fitxer:Flag of Paraguay.svg\|23x15px\|border \|alt=Paraguai\|link=Selecció de futbol del Paraguai\|{{#if:\|]]     | Hugo Cuenca                                |
| 32 | MIG  | [[Fitxer:Flag of Denmark.svg\|23x15px\|border \|alt=Dinamarca\|link=Selecció de futbol de Dinamarca\|{{#if:\|]]     | Morten Frendrup (3r capità)                |
| 34 | DEF  | [[Fitxer:Flag of Denmark.svg\|23x15px\|border \|alt=Dinamarca\|link=Selecció de futbol de Dinamarca\|{{#if:\|]]     | Sebastian Otoa                             |
| 73 | MIG  | [[Fitxer:Flag of Italy.svg\|23x15px\|border \|alt=Itàlia\|link=Selecció de futbol d'Itàlia\|{{#if:\|]]              | Patrizio Masini                            |
| 76 | MIG  | [[Fitxer:Flag of Italy.svg\|23x15px\|border \|alt=Itàlia\|link=Selecció de futbol d'Itàlia\|{{#if:\|]]              | Lorenzo Venturino                          |
| 77 | MIG  | [[Fitxer:Flag of Iceland.svg\|23x15px\|border \|alt=Islàndia\|link=Selecció de futbol d'Islàndia\|{{#if:\|]]        | Mikael Egill Ellertsson                    |
| —  | DEF  | [[Fitxer:Flag of Italy.svg\|23x15px\|border \|alt=Itàlia\|link=Selecció de futbol d'Itàlia\|{{#if:\|]]              | Alessandro Marcandalli                     |
| —  | DEF  | [[Fitxer:Flag of Italy.svg\|23x15px\|border \|alt=Itàlia\|link=Selecció de futbol d'Itàlia\|{{#if:\|]]              | Alessandro Vogliacco                       |
| —  | MIG  | [[Fitxer:Flag of Italy.svg\|23x15px\|border \|alt=Itàlia\|link=Selecció de futbol d'Itàlia\|{{#if:\|]]              | Mattia Aramu                               |
| —  | MIG  | [[Fitxer:Flag of Norway.svg\|23x15px\|border \|alt=Noruega\|link=Selecció de futbol de Noruega\|{{#if:\|]]          | Emil Bohinen                               |
| —  | MIG  | [[Fitxer:Flag of Argentina.svg\|23x15px\|border \|alt=Argentina\|link=Selecció de futbol de l'Argentina\|{{#if:\|]] | Valentín Carboni (cedit pel Inter de Milà) |
| —  | MIG  | [[Fitxer:Flag of Greece.svg\|23x15px\|border \|alt=Grècia\|link=Selecció de futbol de Grècia\|{{#if:\|]]            | Christos Papadopoulos                      |
| —  | DAV  | [[Fitxer:Flag of Nigeria.svg\|23x15px\|border \|alt=Nigèria\|link=Selecció de futbol de Nigèria\|{{#if:\|]]         | David Ankeye                               |
| —  | DAV  | [[Fitxer:Flag of Italy.svg\|23x15px\|border \|alt=Itàlia\|link=Selecció de futbol d'Itàlia\|{{#if:\|]]              | Seydou Fini                                |

### Jugadors històrics destacats
- James Spensley POR-DEF 1896-1906
- Edoardo Pasteur DEF 1897-1904
- Henri Dapples DAV 1908-1903
- Vieri Arnaldo Goetzlof MIG 1903-1908
- Luigi Ferraris MIG 1907-1917
- Renzo De Vecchi DEF 1913-1929
- Enrico Sardi MIG-DAV 1913-1924
- Emilio Santamaria DAV 1914-1920 / 1923-1926
- Ottavio Barbieri DEF 1919-1932
- Giovanni De Prà POR 1921-1933
- Edoardo Catto DAV 1921-1929
- Felice Levratto DAV 1925-1932
- Manlio Bacigalupo POR 1929-1933 / 1942-1943
- Guillermo Stábile DAV 1930-1934
- Manuel Figliola MIG 1935-1938
- Andrea Verrina MIG 1936-1949
- Guglielmo Trevisan DAV 1941-1943 / 1945-1947
- Amedeo Cattani DEF 1942-1961
- Fosco Becattini DEF 1945-1955
- Juan Carlos Verdeal DAV 1946-1949
- Attilio Frizzi DAV 1951-1957
- Julio Abbadie DAV 1956-1960
- Gastone Bean DAV 1960-1964
- Mario Da Pozzo POR 1961-1965
- Gigi Meroni MIG 1964-1962
- Antonio Valentin Angelillo MIG 1968-1969
- Maurizio Turone DEF 1968-1972
- Sidio Corradi MIG 1970-1977
- Antonio Bordon DAV 1972-1974
- Roberto Pruzzo DAV 1973-1978
- Giuseppe "Oscar" Damiani DAV 1976-1979
- Massimo Briaschi DAV 1982-1984 / 1987-1990
- Vincenzo Torrente DEF 1985-2000
- Gianluca Signorini DEF 1988-1995
- Gennaro Ruotolo MIG 1988-2002
- Carlos Alberto "Pato" Aguilera DAV 1989-1992
- Mario Bortolazzi MIG 1990-1998
- Tomáš Skuhravý DAV 1990-1996
- Claudio Branco DEF 1990-1993
- Cosimo Francioso DAV 1998-2002
- Diego Milito DAV 2004-2005 / 2008-2009
- Rubens Fernando Rubinho POR 2006-2009
- Marco Borriello DAV 2007-2008
- Rodrigo Palacio DAV 2009-2012
- Marco Rossi DEF 2005-2013
- Mattia Perin POR 2009-2011 / 2013-2018 / 2019-21
- Domenico Criscito DAV 2003 / 2006-2007 / 2008-2011 / 2018-2022 / 2023

## Cos tècnic

### Cos tècnic actual
| Càrrec                         | Nom                                            |
| ------------------------------ | ---------------------------------------------- |
| Entrenador                     | Patrick Vieira                                 |
| Entrenador assistent           | Kristian Wilson                                |
| Entrenador tècnic              | Roberto Murgita Tonda Eckert                   |
| Entrenador de porters          | Stefano Raggio Garibaldi Alessio Scarpi        |
| Entrenador físic               | Filippo Gatto Alessandro Pilati Gaspare Picone |
| Analista                       | Aitor Unzué Mirco Vecchi                       |
| Cap mèdic                      | Alessandro Corsini                             |
| Metge                          | Marco Stellatelli                              |
| Fisioterapeuta                 | Federico Campofiorito Pietro Cistaro           |
| Director mèdic de fisioteràpia | Matteo Perasso                                 |
| Director esportiu              | Marco Ottolini                                 |
| Director tècnic                | Marcel Klos                                    |
| Cap executiu                   | Flavio Ricciardella                            |
| Director esportiu global       | Johannes Spors                                 |
| Cap d'scouts                   | Sebastian Arenz                                |
| Scout                          | Nikola Ladan                                   |
| Director                       | Christian Vecchia                              |

### Entrenadors històrics destacats
- James Spensley 1896-1907
- William Garbutt 1912-15 / 1919-27 / 1937-39 / 1946-48
- Hermann Felsner 1936-1937
- Ottavio Barbieri 1939-1941
- Benjamín Santos 1963-1964
- Arturo Silvestri 1970-1974
- Osvaldo Bagnoli 1990-1992
- Franco Scoglio 1993-1995 / 2001-02
- Gian Piero Gasperini 2006-2010

## Palmarès
- Lliga italiana de futbol 9: 1898; 1899; 1900; 1902; 1903; 1904; 1914–15; 1922–23; 1923–24
- Copa italiana de futbol 1: 1936–37
- Serie B 6: 1934–35, 1952–53, 1961–62, 1972–73, 1975–76, 1988–89
- Serie C / Serie C1 1: 1970–71
- Copa dels Alps 2: 1962, 1964
- Copa de l'Amistat franco-italiana 1: 1963
- Copa anglo-italiana 1: 1996
- Trofeo Spagnolo 5: 1995, 1996, 2000, 2001, 2003, 2006, 2007, 2008, 2010

## Estadística de classificació
Estadística de classificació.
| - 1986-87: 6è Serie B. Primera ronda Copa Itàlia - 1987-88: 14è Serie B. Primera ronda Copa Itàlia - 1988-89: 1r Serie B. Ascens a Serie A. Primera ronda Copa Itàlia - 1989-90: 11è Serie A. Segona ronda Copa Itàlia - 1990-91: 4t Serie A. 1/8 finals Copa Itàlia. Finalista Copa Mitropa - 1991-92: 14è Serie A. Eliminat semifinal Copa UEFA. 1/4 Copa Itàlia - 1992-93: 13è Serie A. 1/8 finals Copa Itàlia - 1993-94: 11è Serie A. Primera ronda Copa Itàlia - 1994-95: 15è Serie A. Descens Serie B. Tercera ronda Copa Itàlia - 1995-96: 8è Serie B. Campió Copa anglo-italiana. Segona ronda Copa Itàlia - 1996-97: 5è Serie B. 1/8 finals Copa Itàlia - 1997-98: 9è Serie B. 1/16 1/16 finals Copa Itàlia - 1998-99: 12è Serie B. 1/16 finals Copa Itàlia - 1999-00: 6è Serie B. Segona ronda Copa Itàlia - 2000-01: 12è Serie B. Primera fase Copa Itàlia - 2001-02: 12è Serie B. Segona ronda Copa Itàlia - 2002-03: 18è Serie B. Descens Serie C1. Torna a la Serie B arran del "Cas Catania". Primera ronda Copa Itàlia - 2003-04: 16è Serie B. Primera fase Copa Itàlia - 2004-05: 1è Serie B. Desclassificat fins al darrer lloc arran del "Cas Genoa" i descens Serie C1. Primera fase Copa Itàlia | - 2005-06: 2n del grup A, Serie C1. Guanya el play-off. Ascens Serie B. Primera ronda Copa Itàlia - 2006-07: 3r Serie B. Ascens Serie A. 1/8 finals Copa Itàlia - 2007-08: 10è Serie A. Segona fase Copa Itàlia - 2008-09: 5è Serie A. Classificat Europa League. 1/8 finals Copa Itàlia - 2009-10: 9è Serie A. Juga la Fase de grups Europa League (eliminat). 1/8 finals Copa Itàlia - 2010-11: 10è Serie A. 1/8 finals Copa Itàlia - 2011-12: 17è Serie A. 1/8 finals Copa Itàlia - 2012-13: 17è Serie A. Tercera ronda Copa Itàlia - 2013-14: 17è Serie A. Tercera ronda Copa Itàlia - 2014-15: 6è Serie A. Classificat Europa League. Quarta ronda Copa Itàlia - 2015-16: 11è Serie A. Exclòs jugar Europa League per no pagar llicència UEFA. 1/8 finals Copa Itàlia - 2016-17: 16è Serie A. 1/8 finals Copa Itàlia - 2017-18: 12è Serie A. 1/8 finals Copa Itàlia - 2018-19: 17è Serie A. Quarta ronda Copa Itàlia - 2019-20: 17è Serie A. 1/8 finals Copa Itàlia - 2020-21: 11è Serie A. 1/8 finals Copa Itàlia - 2021-22: 19è Serie A. Descens a Serie B. 1/8 finals Copa Itàlia - 2022-23: 2n Serie B. Ascens a Seria A. 1/8 finals Copa Itàlia - 2023-24: 11è Serie A. 1/8 finals Copa Itàlia |

## Afició
L'afició és coneguda amb el nom de rossoblù (blaugrana en italià) o grifone (grius en italià)
Quan el Genoa juga de local a l'estadi, els grups ultres ocupen la zona assignada com a Gradinata Nord. Aquesta zona va ser ocupada principalment pel grup Fossa dei Grifoni, entre 1973 i 1993, any en què es va dissoldre. Actualment a la Gradinata Nord trobem els grups ultra: Armenia 5r, Brigata Speloncia, Levante Rossoblù, Ringhiera, GAV, Old block, Up the Scarves, I Caruggi. En el sector distinti (lateral de l'estadi, davant la tribuna), hi trobem el grup Figgi dö Zena.
Històricament hi ha hagut agermanament de l'afició del Genoa amb les aficions del Torino, Napoli, Udinese Calcio i Catania. També hi ha molta simpatia pel Boca Juniors club fundat per immigrants genovesos i pel Barça, club que ha derrotat dues vegades a la UC Sampdoria en les finals de la Recopa d'Europa el 1988 i en la Copa d'Europa el 1992.
Les penyes del Genoa estan organitzades a través de l'Associazione Club Genoani, que agrupa més de 190 Genoa Club de tot el món. A Catalunya trobem la Penya Genoana, formada per italians, i el Grifoni Barcelona, formada per catalans.
L'afició del Genoa es troba per tot el món, a l'Argentina també hi ha una àmplia representació, amb el Genoa Club Argentina. El 31 de gener de 2014 va morir Pippo Spagnolo, un dels fundadors de la Fossa dei Grifoni i històric capo de la Gradinata Nord. Tenia 80 anys i tota la vida l'havia dedicat al Genoa
Cada 29 de gener l'afició del Genoa recorda a Claudio Vincenzo Spagnolo "Spagna", jove aficionat del Genoa apunyalat i mort per aficionats de l'AC Milan durant un greus enfrontaments que es van produir abans del partit Genoa - Milan entre les dues aficions, el 29 de gener de 1995. En la seva memòria entre 1996 i 2012, el Genoa va organitzar el "Trofeo Spagnolo", una competició amistosa que jugava el primer equip durant la pretemporada, tot convidant a diversos clubs.